# 石井安里
石井安里（いしい あり）は1978年生まれのフリーライター。静岡県出身。東洋大学社会学部卒業。

## 略歴
陸上競技に幼少時から関心を持ち、9歳で全国陸上競技愛好会に入る。大学在学中から陸上競技マガジンなどに寄稿、執筆を始め、現在は主に箱根駅伝を中心とした大学駅伝やインターハイ、データ関係の記事に名前を見ることができる。
母校卒業後も東洋大学陸上競技部を取材し続け、2009年の第85回箱根駅伝で母校の初優勝に立ち会う。その初優勝までの軌跡を追ったノンフィクション（下記参照）を執筆し、6月に発行している。

## 著書
- 魂の走り　鉄紺の誇りを胸に（埼玉新聞社発行）